# Sapromyza persimillima
Sapromyza persimillima är en tvåvingeart som beskrevs av Harrison 1959. Sapromyza persimillima ingår i släktet Sapromyza och familjen lövflugor. Inga underarter finns listade i Catalogue of Life.